# Јужна круна (сазвежђе)
Јужна круна (лат. Corona Australis) је једно од 88 модерних и 48 оригиналних Птолемејевих сазвежђа. Пре Птолемеја није сматрано за посебно сазвежђе, већ само за астеризам у Стрелцу.

## Звезде
У јужној круни нема звезда сјајнијих од четврте магнитуде. Најсјајније су алфа и бета Јужне круне, мегнитуде 4,11. Алфа је и једина звезда овог сазвежђа са личним именом — Алфека меридијана.
У Јужној круни се налази и једна од најближих (на око 200 светлосних година) неутронских звезда — RX J1856.5-3754 — за коју се сматра да је настала у експлозији супернове пре око милион година.
Гама, капа и ламбда Јужне круне су бинарне звезде.

## Објекти дубоког неба
На пола пута између тете Јужне круне и тете Шкорпије се налази NGC 6541 — велико, светло глобуларно јато. NGC 6729 је комбинација рефлексионе и емисионе маглине која се налази око променљиве звезде  Јужне круне.

## Реферeнце
1. ↑  Bagnall 2012, стр. 170.
2. ↑  „Corona”. Merriam-Webster Dictionary., „Australis”. Merriam-Webster Dictionary..
3. ↑  „Corona Australis”. Dictionary.com Unabridged. Random House.
4. 1 2  IAU, The Constellations, Corona Australis.